# Quark (Star Trek)
Quark is een personage uit het Star Trek universum en wordt gespeeld door de Amerikaanse acteur Armin Shimerman.

Quark is een Ferengi. Zijn ouders heten Keldar en Ishka. Hij werkte vroeger als kok op een Ferengi vrachtschip en heeft nu een bedrijf op het ruimtestation Deep Space Nine, waar ook broer Rom werkt. Ook zijn neef Nog werkte een tijdje bij hem. In zijn bedrijf, Quark's Bar, kan worden gegeten en gedronken. Ook zijn er gok- en holosuite faciliteiten.